# حسن بقایی
حسن بقایی از سرلشکران دورهٔ نخست‌وزیری محمد مصدق بود. وی در جریان تظاهرات حزب توده در تاریخ ۲۳ تیر در سال ۱۳۳۰ خورشیدی مصادف با ۱۴ ژوئیه ۱۹۵۱ که در شهر تهران برگزار گردید، به جهت امکان تسخیر مجلس و به خطر افتادن جان نمایندگان دستور تیراندازی به سوی تظاهرکنندگان را صادر کرد و به همین دلیل محمد مصدق نخست وزیر فوراً وی را از ریاست شهربانی برکنار کرد و برای مجازات تحویل مقامات قضایی داد.
سرلشکر حسن بقایی، چهار روز پیش از انجام تظاهرات، از ریاست دادرسی ارتش شاهنشاهی به ریاست شهربانی کل منصوب شده بود.